# Luggenemenener
Luggenemenener, née vers 1800 et morte le 21 mars 1837, est une aborigène de Tasmanie du début du XIXe siècle. Elle a connu les Black Wars et risque sa vie pour protéger son jeune fils face au génocide de son peuple. Sa patrie se trouve dans la région de Ben Lomond, au nord-est de la Tasmanie. Selon l'explorateur français Nicolas Baudin la Tasmanie est à l'origine connue sous le nom de Lutruwita.

## Jeunesse et famille
Luggenemenener est une aborigène de la tribu des Ben Lomond en Tasmanie (Selon l'explorateur français Nicolas Baudin la Tasmanie est à l'origine connue sous le nom de Lutruwita). Elle a trois fils : Walter, Maulboyheenner et Rolepana. Rolepa, le père, est un chef Ben Lomond. Maulboyheenner nait vers 1816 dans la région de Cape Portland (en), au nord-est de la Tasmanie, une région connue de son peuple sous le nom de Nalebunner.
En 1826, le navire colonial Sally fait naufrage alors qu'il transporte des colons de la Van Diemen's Land Company (en) pour établir une station d'élevage de chevaux à Cape Portland,.

## Massacre de Ben Lomond
De 1828 à 1830 pendant les Black war (une guerre d'extermination menée par les colons britanniques contre les peuples autochtones de Tasmanie), John Batman, « père fondateur » de Melbourne, dirige un groupe appelé les « roving parties » (groupes itinérants) pour rassembler et abattre les aborigènes de Tasmanie et s'installer sur les terres du nord-est, près de Ben Lomond,. Ces représentants étaient des « individus dignes de confiance » prisonniers et colons blancs qui offraient leurs services en échange de concessions de terres.

En septembre 1829, Batman (âgé de 28 ans) mène une attaque à Ben Lomond contre le groupe familial de Luggenemener composé de 60 à 70 hommes, femmes et enfants avec l'aide de plusieurs aborigènes, qu'il appelle « Noirs de Sydney » et qu'il a amenés en Tasmanie. Le groupe de Batman tue un certain nombre de personnes et Batman emmène Luggenemenener et son fils Rolepana qu'elle a sauvé pendant l'attaque. Son fils Maulboyheenner, qui a treize ans à l'époque, est également capturé et emmené à Launceston. 

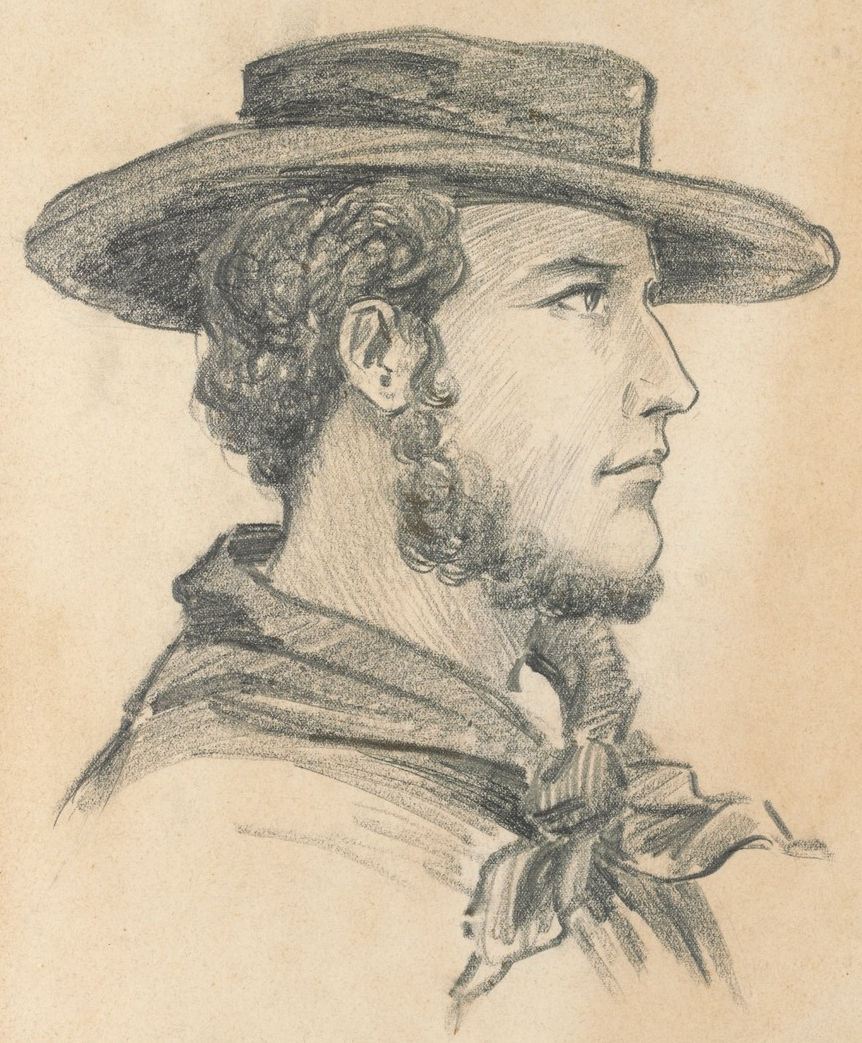
Portrait de John Batman.

Le gouverneur colonial de Tasmanie, George Arthur (en) écrit à propos de cette attaque que Batman « a dû commettre beaucoup de massacres ». Il « ... a ordonné aux hommes de tirer sur eux... » à 23 heures cette nuit-là, lorsque leurs quelque 40 chiens ont donné l'alerte et que les aborigènes se sont enfuis dans des broussailles denses, tuant environ 15 personnes. Il partit le lendemain matin pour sa ferme avec deux hommes tasmaniens grièvement blessés, une femme et son fils de deux ans, qu'il a capturés. La femme capturée est Luggenemenener.

### Capture

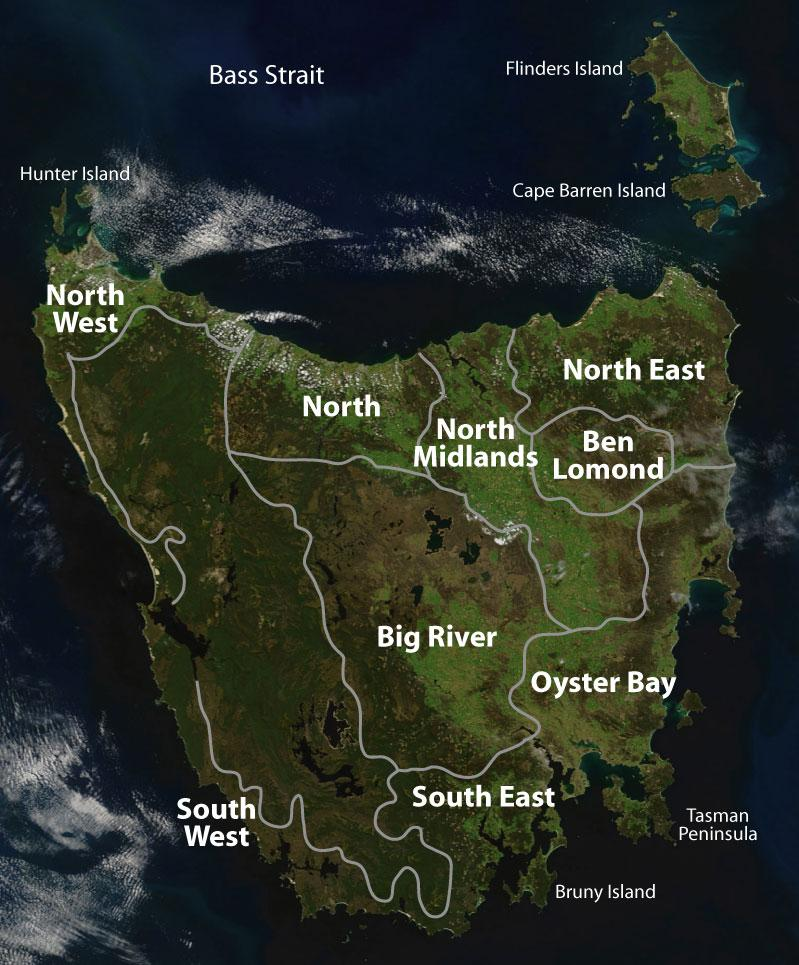
Tribus.

Après le massacre du peuple de Luggenemenener, Batman la capture avec son fils avec deux hommes grièvement blessés. Batman écrit dans une lettre adressée au magistrat de la police locale pour expliquer le meurtre de ces deux hommes :

« Nous avons trouvé tout à fait impossible que les deux… [hommes] puissent le faire, et après les avoir fait essayer par tous les moyens en mon pouvoir, pendant un certain temps, j'ai découvert que je ne pouvais pas les faire avancer. Je fus donc obligé de les abattre. »

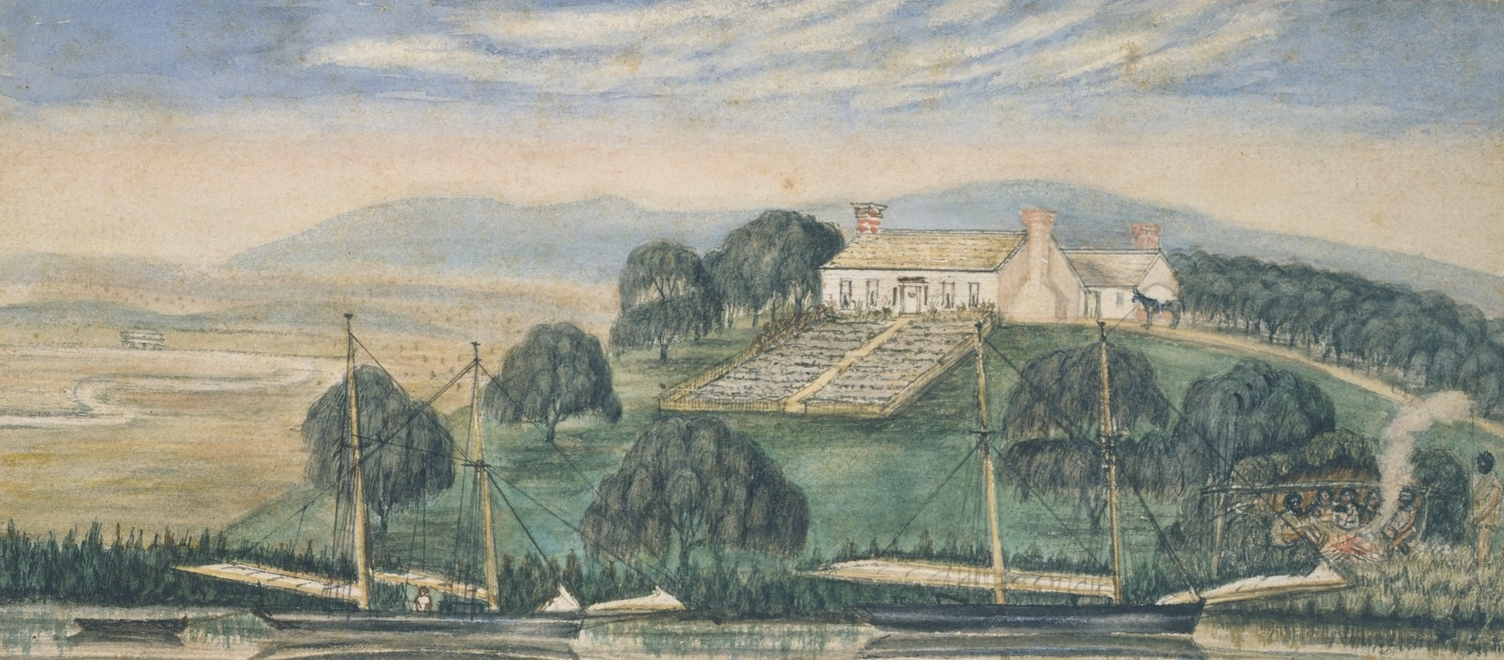
Kingston.

Il décide de garder le fils de Luggenemenener contre son gré, et le gouverneur Arthur le lui autorise. Luggenemenener est envoyée à la prison de Campbell Town et son enfant est emmené à la ferme de Batman dans son domaine, connu sous le nom de « Kingston ». Il souhaite en effet garder le jeune Rolepa qu'il appelle afin de le faire travailler sur sa ferme.

## Rébellion
En 1830, après un an de prison, Batman libère Luggenemenener à condition qu'elle lui serve d'ambassadrice auprès d'une tribu qu'il chasse depuis deux ans, le peuple Ben Lomond. Il lui confie la tâche de persuader les derniers membres de cette tribu de se rendre aux autorités. Elle prend contact avec la tribu, mais comme elle n'a pas l'intention de retourner en prison ni de les livrer à Batman, elle continue de  voyager librement jusqu'à ce qu'elle croise des soldats de la Black line (en) et soit emprisonnée.

### La ligne noire
La Black line est une série de lignes d'arpentage tracées par les forces coloniales afin soi-disant de se protéger des attaques aborigènes alors que la colonisation empiète sur leur territoire d'origine.
La Black line est défendue par environ 2 200 hommes, dont des militaires, des hommes libres et 1 200 criminels.

Selon Luggenemenener : 
(L)es soldats [s'étendaient] sur une longue distance et ils continuaient à tirer des coups de mousquet. Il disait qu'il y avait beaucoup de cavaliers, beaucoup de soldats, beaucoup de grands incendies sur les collines. [J’]avais peur que [les soldats] nous tirent dessus .
Craignant d'être abattue par les soldats, Luggenemenener persuade les aborigènes de la suivre jusqu'à la ferme de Batman, où ils arrivent le 19 octobre. La tribu est dirigée par Mannalargenna, un chef respecté qui utilise ses talents diplomatiques de marchand d'esclaves à la frontière maritime pour divertir Batman et ses voisins. Cette gentillesse n’est peut-être qu’une ruse, car Mannalargenna et sa tribu désertent la ferme de Batman au milieu de la nuit, se servant de ses chiens et puisant dans ses ressources. Le lendemain, la tribu attaque deux huttes sur la rivière South Esk, mais est poursuivie par un groupe de Blancs. Le groupe est surpris alors qu'il pille une hutte à Fingal après une escarmouche à Grants Mill, et deux guerriers sont tués. La tribu arrive au cap Portland treize jours plus tard et envoie des signaux de fumée à George Augustus Robinson. Il vient de créer quelques jours plus tôt  une mission temporaire sur l'île Swan pour accueillir les aborigènes. Le 15 novembre, un groupe d'envoyés arrive pour récupérer la seule femme et les cinq hommes qui restent de cette tribu à la mission.

## Île Flinders

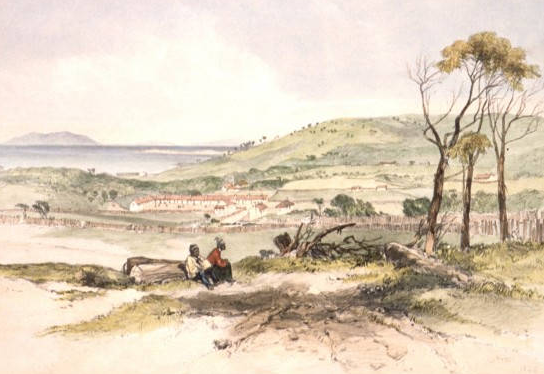
Residence des Aborigènes sur l'île Flinders Island, peinture de John Skinner Prout.

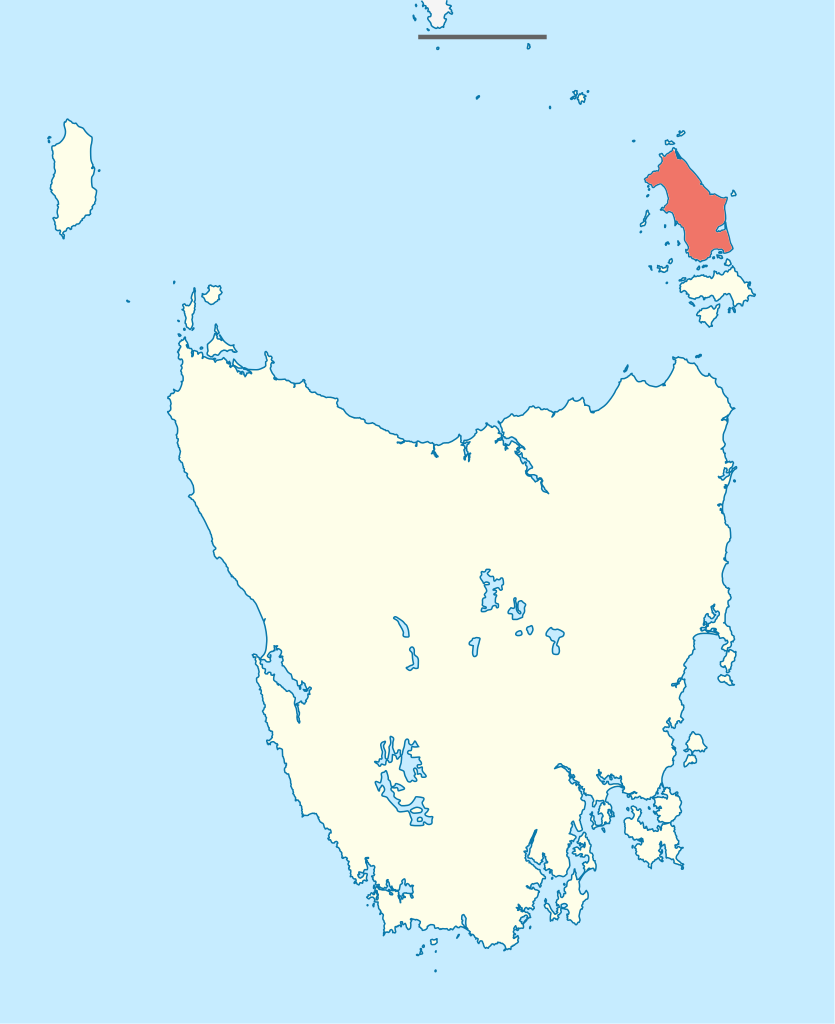
L'île de Flinder.

À partir de 1830, les derniers aborigènes de Tasmanie, dont Luggenemenener, sont bannis et transportés à Wybalenna Aboriginal Establishment (en), (ce qui signifie approximativement par « Maisons de l'homme noir » dans la langue Ben Lomond) dans l'île Flinders. Les 160 survivants sont considérés comme étant à l’abri des colons blancs de cette région, mais les conditions de vie étant mauvaises, les maladies se propagent rapidement et le programme de réinstallation ne dure pas. Luggenemenener meurt le 21 mars 1837. George Augustus Robinson, le protecteur des aborigènes de l'île Flinders, l'a surnommée Reine Charlotte.
Tunnerminnerwait et Maulboyheenner le fils de Luggenemenener, sont condamnés à mort, en 1842 ; ce sont les premières personnes à être pendues par le gouvernement dans le district de Port Phillip. Trois femmes, dont Truganini, sont déportées en juillet 1842 aux îles Flinders avec Woorday qui meurt en route.

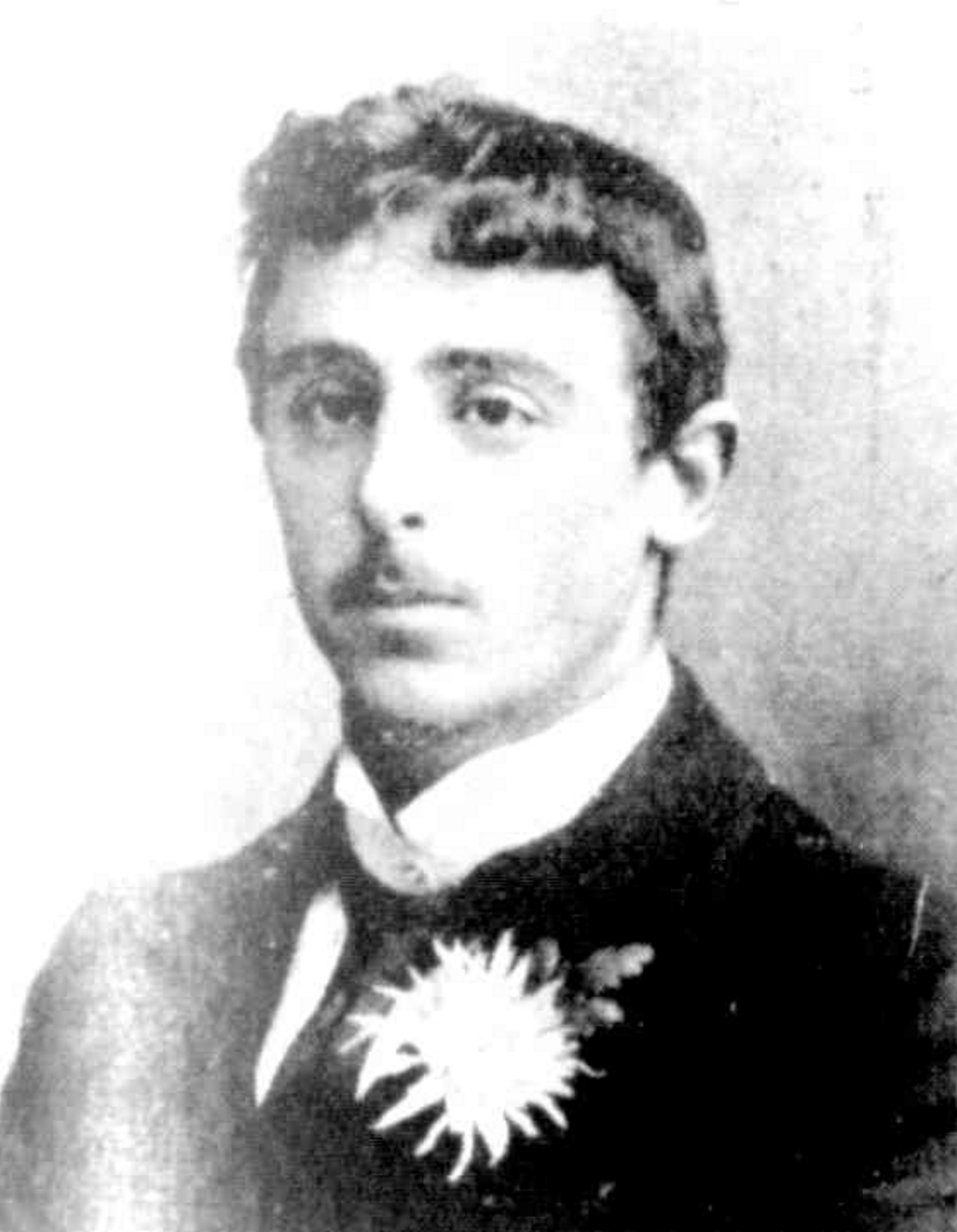
Henri Jeanneret.

## Génération volée
À la fin des Black wars en 1834, le « conciliateur » aborigène George Augustus Robinson et le lieutenant-gouverneur Arthur demandent que Rolepana, le fils de Luggenemenener, soit amené à l'établissement aborigène de l'île Flinders.
Malgré l'approbation du gouverneur pour le retour du garçon, Batman refuse. Robinson se querelle avec Batman au sujet du garçon et envoie son propre fils à la propriété de Batman à Kingston pour le récupérer.

Lorsque Batman se rend à Melbourne pour s'installer à Port Phillip, en 1935, Rolepana le suit. La relation entre Batman et le garçon, alors âgé de huit ans, est floue. On la compare à celle des premières générations volées, avec une problématique d’esclave et un potentiel d’exploitation de toutes sortes. Les premiers colons semblent avoir convoité les enfants autochtones. En refusant de laisser Rolepana et un autre garçon quitter leur emploi, Batman a ouvertement défié le gouverneur et le protecteur des aborigènes :
Il a affirmé que les garçons étaient là avec le consentement de leurs parents… Il… (a dit) qu’ils étaient « autant sa propriété que sa ferme et qu’il avait autant le droit de les garder que le gouvernement.

## Représentation

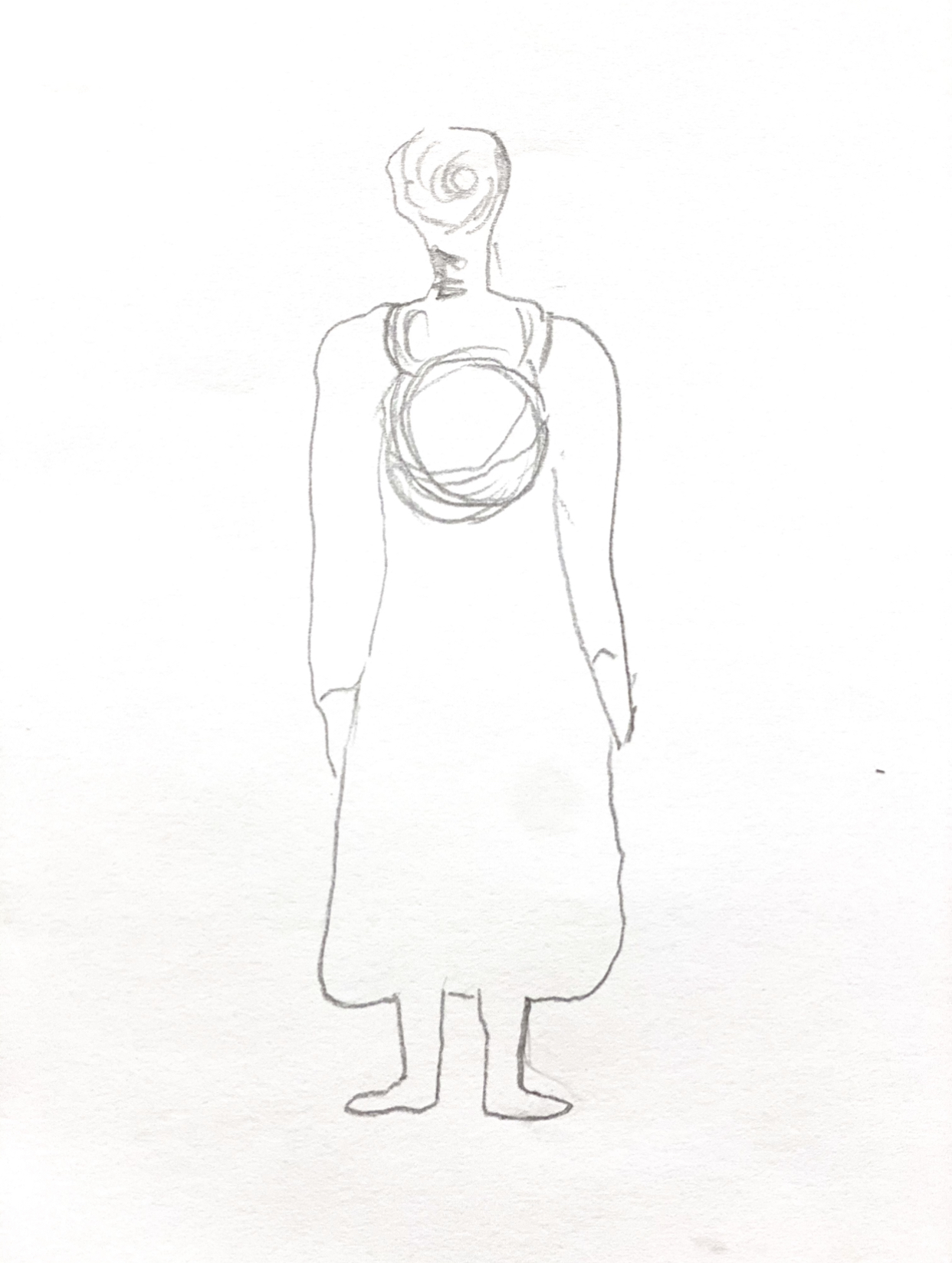
Adaptation du croquis de Luggenemenener dessiné par George Augustus Robinson en octobre 1832.

George Augustus Robinson a fait un croquis de Luggenemenener en octobre 1832. Elle est représentée comme une femme habillée simplement avec les cheveux tirés en arrière. Elle a de longs bras forts. Elle a un grand disque de cordes sur le dos, semblable à un sac à dos décoratif.

Robinson a écrit sur la tragédie de sa vie et sa tristesse, ainsi que sur la beauté de sa communauté, qui lui a sans aucun doute donné du pouvoir.
Une femme avec des morceaux de corde circulaires [illisible] attachés à son dos. Habilitations du deuil.

### Chagrin
Robinson capture l'expression culturelle du deuil de Luggenemenener , probablement par curiosité. Les autochtones en deuil sont souvent décrits comme inconsolables:
[L]es doux sentiments de nos indigènes sont presque submergés par une sympathie angoissante. « .La poignance du chagrin qu’ils ont exprimé à l’occasion de la mort de leurs amis (dont j’ai souvent été vraiment douloureux à voir) ne peut être surpassée parmi aucune classe de personnes.
Lorsque les rituels funéraires traditionnels sont observés, l’ampleur du deuil exprimé est réduite. Lorsque les rituels conventionnels pour assurer la transmigration de l'âme n'étaient pas disponibles, ceux qui restaient étaient terrifiés par l'esprit du défunt. Les rituels étaient vitaux et tous les efforts étaient faits pour récupérer les corps de leurs camarades tombés au combat.
Les cendres des morts étaient recueillies dans un morceau de peau de kangourou, et chaque matin, avant le lever du soleil, jusqu'à ce qu'elles soient consumées, une partie de celles-ci était étalée sur les visages des survivants, et un chant de mort était chanté, avec beaucoup d'émotion, les larmes effaçant les lignes parmi les cendres-

## Héritage
Le disque de deuil, qu'elle porte tous les jours sur son dos, démontre l'intensité physique de son deuil culturel : la patience nécessaire pour tisser les morceaux de corde en un disque, le poids du disque pesant sur la personne en deuil comme un rappel constant de ses proches disparus et de son jeune fils. On se souvient d'elle comme d'une jeune femme vivant loin de sa terre natale de Ben Lomond, échouée sur une île du détroit de Bass, son enfant lui ayant été enlevé et son peuple assassiné.
Le tissage de cordes et de fibres de la culture aborigène de Tasmanie dans les bijoux, les sacs et les bateaux est un modèle qui se reflète peut-être dans la robe de deuil en corde entrelacée de Luggenemenener.